# مونيكا ستاتشوسكا
مونيكا ستاتشوسكا (بالبولندية: Monika Stachowska) مواليد 2 يناير 1981 في تورون، بولندا، هي لاعبة كرة يد بولندية تلعب كمحور. مثلت منتخب بولندا لكرة اليد للسيدات.

## سجل المنافسة
شاركت في البطولات التالية:
- بطولة العالم لكرة اليد للسيدات 2013
- بطولة العالم لكرة اليد للسيدات 2015
- بطولة أوروبا لكرة اليد للسيدات 2014

## روابط خارجية
- مونيكا ستاتشوسكا على موقع الاتحاد الأوروبي لكرة اليد (الإنجليزية)